# Trichomycterus taeniops
Trichomycterus taeniops är en fiskart som beskrevs av Fowler, 1954. Trichomycterus taeniops ingår i släktet Trichomycterus och familjen Trichomycteridae. Inga underarter finns listade i Catalogue of Life.